# Ojurahu
Ojurahu est une île d'Estonie.